# Gwangis Rache
Gwangis Rache (Originaltitel: The Valley of Gwangi) ist ein US-amerikanischer Western-Fantasyfilm von James O’Connolly aus dem Jahre 1969. Die deutschsprachige Erstaufführung erfolgte am 25. Juli 1969.

## Handlung
Um das Jahr veranstaltet die attraktive T. J. Breckenridge eine Rodeoshow, die jedoch keinen großen Erfolg mit sich bringt. Ihr ehemaliger Verlobter Tuck Kirby, ein früherer Stuntman, der für Buffalo Bills Wildwestshow gearbeitet hat, versucht die Show aufzukaufen. Breckenridges Hoffnung für ihre Show beruht auf einem winzigen Pferd, das die Zuschauer anlocken soll. Kirby spricht mit dem britischen Paläontologen Horace Bromley, der ihm in der nahen mexikanischen Wüste fossile Pferdespuren zeigt. Kirby entdeckt Ähnlichkeiten mit den Hufen von Breckenridges Zwergpferd. Kirby und Bromley untersuchen das Pferd, woraufhin Bromley das kleine Tier als Eohippus deklariert. Das Zwergpferd stammt aus einer Gegend, die man „das verbotene Tal“ nennt. Der Zigeuner Carlos warnt sie vor einem Fluch, der auf dem Tal laste. Bromley heuert ein paar Diebe an, die das Pferd stehlen. Er will es freilassen, um das Tal zu finden.
Tuck Kirby, der nichts von dem geplanten Diebstahl weiß, vermisst das Pferd und nimmt die Verfolgung von Bromley auf. Als T. J. Breckenridge den Diebstahl entdeckt, glaubt sie, Kirby habe das Pferd gestohlen. Um das Pferd zurückzuholen, nimmt sie mit ihren Leuten die Verfolgung von Kirby auf, um ihn schließlich in dem Tal zu treffen. Ein Pteranodon fliegt heran und schnappt sich Lope, den mexikanischen Helfer Bromleys. Nachdem der Flugsaurier getötet und der Junge befreit werden konnte, verfolgen sie einen kleinen Ornithomimus, um diesen einzufangen. An einem Bach stößt die Gruppe auf Gwangi, einen fleischfressenden Allosaurus, der sie bis zu ihrem Camp verfolgt. Die mitgeführten Gewehre sind nur mit Platzpatronen munitioniert. Der folgende Kampf mit Gwangi wird von einem Styracosaurus gestört, der der Gruppe eine Pause verschafft.
Nachdem Gwangi Carlos getötet hat, verfolgt er den Rest der Gruppe, wird aber von einer Geröll-Lawine bewusstlos geschlagen. Der Saurier wird gefesselt und in die Stadt gebracht, um als Show-Attraktion zu dienen. Doch einer der Zigeuner beginnt in der Nacht vor der Show den Käfig von Gwangi zu öffnen. Gwangi bricht den Käfig vollends auf, frisst den Zigeuner, tötet Bromley und einen Zirkuselefanten. Tuck Kirby, T. J. Breckenridge und Lope locken Gwangi in eine Kathedrale und bekämpfen ihn dort. Die Kirche fängt Feuer. Kirby, Breckenridge und Lope entkommen aus dem brennenden Gebäude und können die Tür verriegeln. Der Saurier stirbt in den Flammen. Die Bewohner der Stadt machen Tuck Kirby zu einem Helden.

## Kritiken
Das Lexikon des internationalen Films sah einen „serielle(n) Horrorfilm, der eher albern als gruselig wirkt“. Howard Thompson empfahl in der New York Times, den Film von hinten nach vorne zu sehen, denn nach einer strikt nach Schema ablaufenden ersten Hälfte „kriegt der Film in der zerklüfteten Ödnis Schwung“.

## Hintergrund
- Der Film beruht auf einer Idee von Willis O’Brien (sein Entwurf trug den Titel Valley of the Mist), der den Stoff jahrelang vergeblich versucht hatte zu verfilmen.
- Gwangi ist der indianische Begriff für Echse und führte zu Missverständnissen beim damaligen Publikum.
- In Deutschland erschien der Film auch mit dem Zusatztitel Das Tal der Dinosaurier und auf VHS und später auf DVD unter dem Titel Die Rache der Dinosaurier.
- Nach dem Ende der Zusammenarbeit mit Columbia, konnte Charles H. Schneer eine Einigung mit der Warner Bros. erzielen. Nach den Dreharbeiten in Spanien fügte Ray Harryhausen in mehrmonatiger Kleinarbeit die Stop-Motion-Effekte ein. Es war sein zweiter Dinosaurierfilm nach Eine Million Jahre vor unserer Zeit und zugleich eine Hommage an sein großes Vorbild O’Brien. Die Spezialeffekte wurden mit Dynamation beworben.